# Васёк Трубачёв и его товарищи
«Васёк Трубачёв и его товарищи» — повесть советской писательницы Валентины Осеевой, состоящая из трёх частей (трилогия); написана в 1947—1951 годах. 
Первая и вторая части повести удостоены Сталинской премии. Книга выдержала множество переизданий. Первая и вторая части были экранизированы.

## Сюжет
Первая часть рассказывает об одном годе предвоенной жизни подмосковного советского школьника-четвероклассника Трубачёва и его одноклассников.
Вторая часть описывает события, происходившие с Трубачёвым и его одноклассниками, выехавшими на летние каникулы на Украину и оказавшимися на оккупированной немцами территории.
Третья часть рисует процесс восстановления в родном городе Трубачёва разрушенной при бомбёжке школы силами подросших и возмужавших учеников — вернувшихся с Украины Трубачёва и его одноклассников и их новых друзей.

## Награды и премии
- Сталинская премия третьей степени (1952) — за первую и вторую части повести «Васёк Трубачёв и его товарищи»

## Экранизации
- 1955 — «Васёк Трубачёв и его товарищи»
- 1957 — «Отряд Трубачёва сражается»